# Polygrammodes ponderalis
Polygrammodes ponderalis is een vlinder uit de familie van de grasmotten (Crambidae), uit de onderfamilie van de Spilomelinae. De wetenschappelijke naam van deze soort is voor het eerst voorgesteld als Botys ponderalis door Achille Guenée in een publicatie uit 1854.
De soort komt voor in Cuba, Honduras, Colombia, Brazilië en Peru.